# Sacha Tchiorny
Sacha Tchiorny (« Sacha le Noir » ; en russe : Саша Чёрный; de son vrai nom Alexandre Mikhaïlovitch Glikberg, Александр Михайлович Гликберг) est un poète russe né en 1880 à Odessa (Empire russe), actuelle Ukraine  et décédé le 5 août 1932 à Bormes-les-Mimosas en France.

## Biographie
Né dans un milieu juif sous le nom d'Alexandre Glikberg (ou Glückberg selon la prononciation yiddish[Quoi ?]), il connaît, adolescent, après une enfance choyée, la plus accablante des misères, quitte le lycée de Jytomyr pour gagner sa vie comme employé de bureau. Après avoir publié ses premiers vers dans un journal local en 1904, il se rend à Saint-Pétersbourg où, pendant la Révolution de 1905, il collabore à plusieurs des éphémères journaux satiriques qui voient alors le jour. C'est vraisemblablement à cette époque qu'il choisit le pseudonyme de Sacha le Noir pour signer ses œuvres. 
En 1906, son premier livre de poèmes saisi par la police, Sacha Tchiorny doit quitter la Russie et passe deux ans en Allemagne. À son retour, sous le gouvernement de Stolypine, la satire politique, qui s'exprime dans la revue Satirikon (Satyricon) fondée à Saint-Pétersbourg par Arkady Avertchenko où il collabore, est devenue un genre de plus en plus périlleux. Ses vers satiriques où il critique les mœurs de la morale bourgeoise sont sur toutes les lèvres, mais les publier est difficile. En 1912, il quitte à nouveau la Russie et se rend à Capri où il retrouve Gorki. Il se fait prosateur, traducteur, écrit pour les enfants. Volontaire de l'armée impériale russe en 1914, il combat jusqu'à la fin de la guerre.
En 1920, il émigre à Vilnius dans la nouvelle Lituanie d'alors, puis à Berlin, à Rome et enfin en France, à Paris. Ressentant profondément la tragédie de l'expatriation, il l'exprime en des vers pleins d'amertume en 1932 avec Pour qui fait-il bon vivre en émigration. La poésie pour enfants lui est longtemps une oasis.
Il passe le reste de sa vie à Bormes-les-Mimosas avec sa femme Maria Ivanovna (morte en 1961) dans le quartier de la Favière où il est considéré comme l'âme de la communauté russe qui s'y est installée. Il y est rédacteur artistique de la revue d'art de l'émigration russe qui aborde tous les aspects de l'art russe moderne.
Si l'on en croit les souvenirs de Ludmilla de Wrangel, il meurt d'une crise d'angine de poitrine à la suite d'un effort violent qu'il fait pour combattre avec une hache et une pelle, un incendie qui avait éclaté dans la forêt près du village russe. Il repose au cimetière du Lavandou où une plaque fixée en 1978 sur le mur du reposoir lui rend hommage, sa tombe ayant disparu faute d'avoir payé pour l'entretenir.

## Œuvres
- 1909 : En sourdine, titre d'un poème.
- 1910 : Berceuse, titre d'un poème.
- 1923 : Au Chant des grenouilles: babil et rimes, traduction de Maurice Parijanine et illustrations de Boris Zvorykine
- 1922 : Traduction en français de Le Monsieur de San-Francisco d'Ivan Bounine.
- 1926 : Alphabet vivant, illustré par Feodor Rojankovsky.
- 1927 : Le Mistral.
- 1927 : La jeune Russie, recueil pour enfants édité  sous sa direction et illustré par Feodor Rojankovsky. Ce recueil en plus de ses textes contient des textes d'Alexandre Kouprine, d'Ivan Chmelev, de Tikhon Polner, de Mikhaïl Ossorguine, de Pierre Struve et de Nadejda Alexandrovna Teffi.
- 1928 : Extrait d'un cahier d'été.
- 1928 : Sanatorium pour chats, illustré par Feodor Rojankovsky.
- 1932 : Pour qui fait-il bon vivre en émigration.
- 1932 : Depuis la colline.
- 1934 : Traduction en français de Le village d'Ivan Bounine.
- 1987 : Petites histoires du jour et du soir, édition posthume chez Casterman en janvier 1987.
- 1990 : Réédition de la traduction en français de Le calice de la vie d'Ivan Bounine.
- 2012 : Ma Russie n'est plus, nouvelles d'un exilé en Provence, Éditions du Pasquin (http://www.editionsdupasquin.fr), traduction de Lorène Ehrmann.

- Plusieurs de ses poésies ont été mises en musique par Iouri Leonidovitch Povolotski (ru), Dimitri Chostakovitch avec Satires.